# Nathalie Bienaimé
Pour les articles homonymes, voir Bienaimé.
Nathalie Bienaimé, née le 19 février 1968 à Troyes, est une actrice et directrice artistique française, spécialisée dans le doublage.

## Biographie
À l'âge de quinze ans, Nathalie Bienaimé se lance dans des études aux Beaux-arts de Troyes. Contaminée par le « virus » du théâtre grâce à son frère, le comédien Didier Bienaimé, elle se forme auprès de Bruno Sermonne et Tonia Galievsky et se lance à son tour dans une carrière de comédienne.  
Elle connaît diverses expériences devant la caméra, tournant plusieurs fois avec Sarah Lévy avant de décrocher en 2010 le rôle récurrent de Joséphine dans Un village français.
C'est par l'intermédiaire de Gabriel Le Doze, rencontré au théâtre où ils jouaient L'École des femmes en 1999, qu'elle va intégrer le milieu du doublage. Ainsi, elle est aujourd'hui la voix française régulière de Brenda Song, Maggie Gyllenhaal et une des voix de Kate Mara.
En parallèle, elle est aussi une des voix récurrentes de l'animation, la prêtant, entre autres, à Bart Simpson et Jimbo Jones dans Les Simpson depuis la saison 23, Kid Paddle dans la série éponyme, Lincoln Loud dans Bienvenue chez les Loud, Betty dans Atomic Betty, Mikasa Ackerman dans L'Attaque des Titans, Rocky dans La Pat' Patrouille ou encore Gon Freecss (en) dans la première adaptation d'Hunter × Hunter.

## Théâtre
- 1992 : Les Nuits blanches de Fiodor M.Dostoïevski : Nastienka. Traduction et mise en scène de Tonia Galievsky. Théâtre Montmartre Galabru.
- 1993 : Les Précieuses ridicules de Molière, mise en scène de Jean-Luc Boutté, Comédie-Française.
- 1998 : La Belle au bois dormant de Grimm : Aurore. Mise en scène de Jean-Yves Dretzolis.
- 1999 : Britannicus de Racine : Junie. Mise en scène de Jean-Luc Jeener, théâtre du Nord-Ouest.
- 1999-2000 : L'École des femmes de Molière : Agnès. Mise en scène de Jean-Luc Jeener, théâtre du Nord-Ouest.
- 2000 : Le Misanthrope. Célimène. Mise en scène de Jean-Luc Jeener.
- 2000 : La Cerisaie : Ania. De A.Tchekhov. Mise en scène de Jean-Luc Berner.
- 2001-2002 : Les acteurs sont fatigués d'Éric Assous, Leatitia. Mise en scène de Jacques Décombe, Comédie-Caumartin
- 2002: L'épisode imaginaire de Jean Vautier. Mise en scène.  Philippe Desboeuf. Théâtre du Lucernaire.
- 2003 : Les Oies du capital de Philippe Dumond et Cédric Dumond : Samantha et Peggy Sue. Mise en scène de Jacques Décombe, théâtre des Bouffes-Parisiens.
- 2004 : Révélation de Tristan Petitgirard, mise en scène de Marc Quentin, Sudden Théâtre.
- 2005 : Tout un cinéma de Ivan Calbérac, mise en scène de Xavier Letourneur, Comédie-Caumartin.
- 2006 : Jouer avec le feu de August Strindberg, mise en scène de Carlotta Clerici, Aktéon puis théâtre Essaïon
- 2007 : Prime Time de Philippe Dumond et Cédric Dumond, Valeria Gubalski. Mise en scène de Joël Dragutin, théâtre 95.
- 2010 : La Patience des buffles de David Thomas, mise en scène de Julien Sibre. Théâtre de la Manufacture des Abbesses
- 2018 : Elle est là de Nathalie Sarraute, mise en scène d'Agnès Galan. Théâtre de la Manufacture des Abbesses.
- 2019 : Fleur et Mona de Marie-Madeleine Burguet, mise en scène de Jean-Christian Fraiscinet. Théâtre d'Eguzon.
- 2022 : Pour un oui ou pour un non de Nathalie Sarraute, mise en scène de Tristan Le Doze. Théâtre de La Manufacture des Abbesses.

## Filmographie

### Cinéma

#### Longs métrages
- 1999 : Du bleu jusqu'en Amérique de Sarah Lévy : l'aide-soignante de jour
- 2001 : La Grande Vie ! de Philippe Dajoux : la bouchère
- 2005 : Le Démon de midi de Marie Pascale Osterrieth : Jessica

#### Courts métrages
- 1995 : La Poupie de Sarah Lévy : Catherine
- 1999 : Coccinelle de Sarah Lévy : Coccinelle
- 2002 : L'Espèce humaine de Stéphane Giesbert : Dominique
- 2015 : Du vent dans les cheveux de Germain Winzenschtark : Annie
- 2018 : Désir Pastel de Mathieu Rivolier : Sarah Sun

### Télévision

#### Téléfilm
- 2004 : Un petit garçon silencieux de Sarah Lévy : Mapi, la dépanneuse

#### Séries télévisées
- 1999 : Chambre n°13, épisode Coccinelle de Sarah Lévy : Coccinelle
- 2010-2013 : Un village français de Philippe Triboit : Joséphine (17 épisodes)
- 2013 : Les Limiers, épisode Mauvaise herbe d'Alain DesRochers : l'infirmière
- 2014 : Profilage, épisode Un pour tous de Julien Despaux : Rose Grimal
- 2017 : Section de recherches, épisode Mortel rivage de Jean-Marc Thérin : Élise Le Gall
- 2019 : Meurtres à..., épisode Meurtres à Colmar de Klaus Biedermann : Émilie Korninger
- 2022 : La Stagiaire, épisode Retour à la nature de Jean-Marc Thérin : Laurence Junot

## Doublage
Sources : RS Doublage, AnimeNewsNetwork, Doublage Séries Database, Planète Jeunesse et crédits de fin.

### Cinéma

#### Films
- Maggie Gyllenhaal dans :
  - Donnie Darko (2001) : Elizabeth Darko
  - Le Sourire de Mona Lisa (2003) : Giselle
  - Criminal (2004): Valerie
  - The Dark Knight : Le Chevalier noir (2008) : Rachel Dawes
  - Crazy Heart (2009) : Jean Craddock

- Sally Hawkins dans :
  - Le Rêve de Cassandre (2007) : Kate
  - Le Monde de Nathan (2014) : Julie

- Dianna Agron dans :
  - The Hunters (2011) : Alice
  - Sex Addiction (2015) : Dalia

- Helene Reingaard Neumann (de) dans :
  - La Communauté (2016) : Emma
  - Drunk (2020) : Amalie

- Lisa Durupt (en) dans :
  - De l'autre côté (2019) : Paula Noble
  - Coup de foudre garanti (2020) : Denise

- 1991 : Robin des Bois, prince des voleurs : P'tit Loup (Daniel Newman) (doublage de 2003)
- 2000 : L'Homme bicentenaire : Galatea (Kiersten Warren)
- 2002 : Plus jamais : ? (?)
- 2006 : Camping-car : Mary Jo Gornicke (Kristin Chenoweth)
- 2007 : Stuck : Brandi (Mena Suvari)
- 2008 : Birds of America : Ida (Ginnifer Goodwin)
- 2008 : Synecdoche, New York : Hazel (Samantha Morton)
- 2009 : Angel of Death : Regina Downes (Vail Bloom)
- 2009 : The Human Centipede (First Sequence) : Jenny (Ashlynn Yennie)
- 2009 : Lapin de velours (en) : Lapin (Chandler Wakefield) (voix)
- 2010 : À l'âge d'Ellen : Billy (Jasna Fritzi Bauer)
- 2010 : The Social Network : Christy (Brenda Song)
- 2011 : Horrible Henry, le film (en) : Henry (Theo Stevenson (en))
- 2011 : En quarantaine 2 : Shilah Washington (Noree Victoria)
- 2012 : The Brass Teapot : Alice (Juno Temple)
- 2014 : Zombeavers : Myrne Gregorson (Phyllis Katz)
- 2016 : Le Testament caché : Roseanne McNulty jeune (Rooney Mara)
- 2016 : Le Client : Rana (Taraneh Allidousti)
- 2016 : Fullmetal Alchemist : Gracia Hughes (Natsuki Harada (en))
- 2017 : Faute d'amour : Masha (Marina Vassilieva)
- 2018 : Le Secret des Kennedy : Mary Jo Kopechne (Kate Mara)
- 2018 : Little Italy : Gina (Cristina Rosato)
- 2018 : Sword of Blood : Prahwe (Wiktoria Gorodecka (pl))
- 2018 : The Sonata : l'intervieweuse [Qui ?]
- 2019 : Yummy (en) : Janja (Clara Cleymans (en))
- 2019 : Black Widow (nl) : ? (?)
- 2020 : Work It : Quinn Ackerman (Sabrina Carpenter)
- 2020 : One Night in Bangkok : Fha (Vanida Golten)
- 2020 : Deliver Us from Evil : ? (?)
- 2020 : The Judgment : ? (?)
- 2021 : Bull (en) : Marge (Elizabeth Counsell (en))
- 2021 : Small Engine Repair : Patty Swaino (Jenna Lamia)
- 2021 : PussyCake (en) : Juli Cake (Sofía Rossi)
- 2021 : The Chef : Andrea (Lauryn Ajufo (en))
- 2021 : Slumber Party Massacre (en) : Trish Deveraux (Schelaine Bennett) et Trish Deveraux jeune (Masali Baduza)
- 2021 : Le capitaine Volkonogov s'est échappé : Klavdia Arkadavnia, la veuve (Victoria Tolstoganova)
- 2021 : Limbo : la propriétaire d'Akira [Qui ?]
- 2022 : Persuasion : Mme Croft (Agni Scott)
- 2022 : Pearl : Margaret (Amelia Reid-Meredith)
- 2022 : V comme Vengeance : ? (?)
- 2022 : Tell It Like a Woman : ? (?)
- 2022 : Jane (en) : la principale Rhodes (Melissa Leo)
- 2022 : L'Imposteur (en) : Dr Bedrosian, la gynécologue (Wendie Malick)
- 2022 : Ma vie avec Dalí : Amanda Lear (Andreja Pejić)
- 2022 : American Dreamer (en) : Maggie (Kimberly Quinn)
- 2023 : Golda : ? (?)

#### Films d'animation
- 1965[n 1] : Joyeux Noël, Charlie Brown ! : Franklin
- 2001 : Sakura Wars : Film : Iris Chateaubriand et Maria Tachibana
- 2004 : Pororo au royaume des friandises : Pororo et Loopy
- 2007 : Sword of the Stranger : Kotarō
- 2009 : Piano Forest : Kaï Ichinose
- 2009 : Professeur Layton et la Diva éternelle : Janice Quatlane et Flora Reinhold
- 2009 : Mai Mai Miracle : Shinko Aoki
- 2010 : Toy Story 3 : Trixie
- 2010 : Le Roi des ronces : Kasumi Ishiki
- 2011 : K-ON!, le film : Jun Suzuki
- 2012 : Blue Exorcist, le film : Shiemi Moriyama et Shura Kirigakure
- 2012 : Puella Magi Madoka Magica - Partie 1 : Au commencement : Homura Akemi et Junko Kaname
- 2012 : Puella Magi Madoka Magica - Partie 2 : Une histoire infinie : Homura Akemi et Junko Kaname
- 2013 : One Piece, épisode d'Alabasta : Les Pirates et la Princesse du désert : Miss Father's Day
- 2013 : Puella Magi Madoka Magica - Partie 3 : Rébellion : Homura Akemi et Junko Kaname
- 2014 : Toy Story : Hors du temps : Trixie (court métrage)
- 2015 : Psycho-Pass, le film : Shoko Sugawara
- 2015 : Jun, la voix du cœur : Akiko Suzuki
- 2015 : Hana et Alice mènent l'enquête : Kaya Arisugawa
- 2017 : Silent Voice : Yuzuru Nishimiya
- 2017 : Sword Art Online: Ordinal Scale : Lizbeth
- 2017 : Black Butler: Book of the Atlantic (en) : Ciel Phantomhive
- 2019 : Toy Story 4 : Trixie
- 2019 : Pororo : L'Île aux trésors : Pororo
- 2020 : Miraculous World : New-York, les Héros Unis : Olympia / Majestia
- 2021 : La Pat' Patrouille, le film : Rocky
- 2021 : Seven Deadly Sins, le film : Cursed by Light : Guila
- 2021 : My Hero Academia: World Heroes' Mission : Claire Voyance
- 2021 : La Maison des égarées : Hiyori
- 2021 : Snoopy présente : Le Nouvel An de Lucy (en) : Franklin (court métrage)
- 2022 : Snoopy présente : Chaque geste compte, Charlie Brown (en) : Franklin (court métrage)
- 2022 : Snoopy présente : Bonne fête Maman (et Papa) ! (en) : Franklin (court métrage)
- 2023 : Snoopy présente : La seule et unique Marcie (en) : Franklin (court métrage)
- 2023 : La Pat' Patrouille : La Super Patrouille, le film : Rocky
- 2024 : Snoopy présente : Bienvenue à la maison, Franklin (en) : Franklin (court métrage)

### Télévision

#### Téléfilms
- Lisa Durupt (en) dans :
  - Le Pacte de Noël (2012) : Molly
  - Terrifiée par mon mari (2014) : Annabelle Redmond
  - Les Lumières de Noël (2014) : Colleen
  - La Boutique des secrets : Message post mortem (2017) : Kendahl Hartman
  - Quelques jours à Noël (2019) : Olivia

- Brenda Song dans : 
  - La Naissance d'une nouvelle star (2004) : Natasha Kwon-Schwartz
  - Wendy Wu (2006) : Wendy Wu
  - Zack et Cody, le film (2011) : London Tipton

- Ryan Newman dans : 
  - Sharknado 3: Oh Hell No! (2015) : Claudia Shepard
  - Sharknado: The 4th Awakens (2016) : Claudia Shepard
- 2010 : Le Bel arnaqueur : Tristan Dubois (Maggie Gyllenhaal)
- 2021 : Un Noël chez les Loud : Lincoln Loud (Wolfgang Schaeffer)
- 2022 : Dark Cloud : Marla Harrison (Amanda Day)

#### Séries télévisées
- Brenda Song dans (9 séries) :
  - Phil du futur (2004-2005) : Tia (8 épisodes)
  - La Vie de palace de Zack et Cody (2005-2008) : London Tipton (en) (85 épisodes)
  - La Vie de croisière de Zack et Cody (2008-2011) : London Tipton (71 épisodes)
  - Les Sorciers de Waverly Place (2009) : London Tipton (saison 2, épisode 25)
  - Hannah Montana (2009) : London Tipton (saison 3, épisode 19)
  - Scandal (2012-2013) : Alissa (4 épisodes)
  - Pure Genius (2016-2017) : Angie Cheng (13 épisodes)
  - Allô la Terre, ici Ned (en) (2020) : Brenda Song (épisode 17)
  - La Meneuse (2025) : Ali Lee

- Emma Pierson dans (4 séries) :
  - La Pire Semaine de ma vie (2004) : Sophie Cook (7 épisodes)
  - Hôtel Babylon (2006-2009) : Anna Thornton-Wilton (27 épisodes)
  - Meurtres au paradis (2013) : Anna Jones (saison 2, épisode 3)
  - Killing Eve (2019) : Gemma (saison 2)

- Joanna Christie dans (4 séries) :
  - Narcos (2015-2016) : Connie Murphy (14 épisodes)
  - Elementary (2017) : May (saison 5, épisodes 23 et 24)
  - Hawaii 5-0 (2018) : Brooke Gardner (saison 8, épisode 18)
  - Blacklist (2019) : Olivia Olson (saison 6, épisode 15)

- Heather Burns dans :
  - Bored to Death (2009-2011) : Leah (22 épisodes)
  - Elementary (2013) : Chloe Butler (saison 2, épisode 11)
  - Blue Bloods (2014) : Sœur Mary (saison 5, épisode 3)

- Marisa Ramirez dans :
  - Past Life (2010) : Rosa Sanchez (épisodes 4 et 5)
  - Spartacus : Les Dieux de l'arène (2011) : Melitta (mini-série)
  - Mentalist (2012) : Sharon Vasque (saison 4, épisode 15)

- Kate Mara dans :
  - American Horror Story (2011) : Hayden McClaine (saison 1)
  - Pose (2018) : Patty Bowes (saison 1)
  - A Teacher (en) (2020) : Claire Wilson (mini-série)

- Noureen DeWulf dans :
  - Burning Love (en) (2012-2013) : Titi (13 épisodes)
  - Anger Management (2012-2014) : Lacey Patel (100 épisodes)
  - Grandfathered (2015-2016) : Priya (épisodes 7 et 14)

- Auden Thornton (en) dans :
  - Royal Pains (2016) : Bree (saison 8, épisode 2)
  - Bull (2018) : Sarah Lynch (saison 8, épisode 2)
  - Black Mirror (2023) : Jessica Ross (saison 6, épisode 3)

- Kaitlin Olson dans :
  - Le Drew Carey Show (2002-2004) : Traylor (14 épisodes)
  - New Girl (2014-2015) : Ashley « Trashley » Berkman (saison 4, épisodes 3 et 16)

- Liz Vassey dans :
  - Les Experts (2005-2010) : Wendy Simms (77 épisodes)
  - Castle (2011) : Monica Wyatt (saison 3, épisode 20)

- Jennifer Elise Cox dans :
  - Lovespring International (2006) : Tiffany Riley Clark (13 épisodes)
  - Web Therapy (2011-2015) : Gina Spinks (22 épisodes)

- Christine Bottomley (en) dans :
  - Inspecteur Barnaby (2011) : Blaze Leadbetter (saison 14, épisode 4)
  - Les Enquêtes de Vera (2013) : Lisa Strachan (saison 3, épisode 4)

- Juliet Landau dans :
  - Harry Bosch (2019) : Rita Tedesco (saison 5)
  - Bosch: Legacy (2025) : Rita Tedesco (saison 3)

- Samantha Morton dans :
  - The Walking Dead (2019-2020) : Alpha (22 épisodes)
  - Tales of the Walking Dead (2022) : Dee / Alpha (épisode 3)

- 2001-2002 : Philly : Trish (Diana-Maria Riva)
- 2002 : Power Rangers : Force animale : Alyssa Enrile / Tigresse Blanche (Jessica Rey (en)) (40 épisodes)
- 2002 : Short Cuts : Fiona Frischmann (Katie Barnes) (26 épisodes)
- 2002 : Inspecteur Barnaby : Julia Carter (Victoria Shalet (en)) (saison 5, épisode 4)
- 2002-2003 : New York 911 : Joy (Cassandra Creech (en)) (saison 4)
- 2003 : NCIS : Enquêtes spéciales : Sarah Schaefer (Julie Gonzalo) et Billy Fuentes (Austin Marques) (saison 1, épisode 2)
- 2003 : Roméo ! : Mary La Maurie (April Telek) (saison 1, épisode 13)
- 2004 : Malcolm : Stéphanie (Kaitlin Cullum) (saison 5, épisode 12) / Angela Pozefsky (Sara Paxton) (saison 5, épisode 14)
- 2006-2007 : La Classe : Palmer (Jaime King)
- 2007-2008 : Jordan : Tangie Cunningham (Raven Goodwin) (30 épisodes)
- 2007-2008 : Les Mystères romains : Miriam Bat-Mordecai (Natasha Barrero) (12 épisodes)
- 2007-2012 : iCarly : Nevel Papperman (Reed Alexander (en)) (1re voix, saisons 1 à 4), Chuck Chambers (Ryan Ochoa) (2e voix, 5 épisodes), Nora Dershlit (Danielle Morrow) (saison 3, épisodes 18-19 et saison 5, épisodes 8-9) , Michelle Obama (saison 5, épisode 10) et Dana Bukowski (Christine Barger) (saison 6, épisode 10)
- 2009-2010 : Glee : Brenda Cassel (Molly Shannon) (saison 1)
- 2009-2010 : Les Frères Scott : Taylor James (Lindsey McKeon)
- 2009-2015 : The League : Meegan Eckhart (Leslie Bibb) (7 épisodes)
- 2009-2019 : Supernatural : Becky Rosen (Emily Perkins) (1re voix, saisons 5-7) et Mary Winchester (Samantha Smith) (3e voix, saisons 11 à 14)
- 2011 : Bones : Misty Clemmons (Samantha Quan) (saison 7, épisode 5)
- 2012-2014 : Hell on Wheels : L'Enfer de l'Ouest : Ezra Dutson (Tayden Marks) (16 épisodes) et Eleanor Dutson (Kira Bradley) (saison 3)
- 2012-2014 : Lilyhammer : Jonas Haugli (Mikael Aksnes-Pehrson) (11 épisodes)
- 2013 : Les Experts : Nadine Bradley (Holley Fain) (saison 14, épisode 4)
- 2013 : Body of Proof : Chelsea Banks (Jayme Lynn Evans) (saison 3, épisode 3)
- 2014 : The Musketeers : Flea (Fiona Glascott) (saison 1, épisode 5)
- 2014-2016 : Z Nation : Cassandra / Sunshine (Pisay Pao (en))
- 2014-2017 : Red Oaks : Misty (Alexandra Turshen)
- 2015 : Elementary : Dana Powell (Alicia Witt)
- 2015-2016 : Ballers : Annabella (Anabelle Acosta) (8 épisodes)
- 2015-2017 : Girls : Abigail (Aidy Bryant) (4 épisodes)
- depuis 2015 : Fauda : Gali Kabilio (Netta Garti)
- 2016 : Royal Pains : Felicity (Ana Ortiz)
- 2016-2018 : The Magicians : Emily Greenstreet (Abby Miller (en)) (3 épisodes)
- 2016-2018 : Line of Duty : Gill Biggeloe (Polly Walker)
- 2016-2021 : Wynonna Earp : Waverly Earp (Dominique Provost-Chalkley) (49 épisodes)
- 2017 : Victoria : Lady Lovelace (Emerald Fennell) (saison 2, épisode 2)
- 2017-2019 : The Deuce : Eileen « Candy » Merrell (Maggie Gyllenhaal)
- 2017-2021 : Notre grande famille : Lisa (Vera Vitali (sv)) (38 épisodes)
- 2018 : The Handmaid's Tale : La Servante écarlate : Odette (Rebecca Rittenhouse) (saison 2, épisode 7)
- 2018 : Iron Fist : Mary Walker / Typhoid Mary (Alice Eve) (saison 2)
- 2018-2019 : Les Médicis : Maîtres de Florence : Lucrezia Donati (Alessandra Mastronardi)
- 2018-2019 : Arctic Circle : Nina Kautsalo (Iina Kuustonen (en)) (saison 1)
- 2019 : Les Carnets de Max Liebermann : Else Rheinhardt (Kristina Bangert (de)) (saison 1, épisode 3)
- 2019 : Grand Hotel : Vanessa (Cassie Scerbo) (3 épisodes)
- 2019-2023 : Doom Patrol : la secrétaire (Jackie Goldston) (14 épisodes)
- 2020 : Belgravia : Jane Croft (Rebecca Callard (en)) (mini-série)
- 2020 : The Gloaming (en) : la conseillère Susan Kelly (Susan Prior)
- 2020-2021 : Par-delà l'amour : Doña Bárbara (Daniela Romo)
- 2020-2022 : Better Things : Caroline (Rosalind Chao) (6 épisodes)
- 2021 : Crime (en) : Flora Horsburgh (Keeley Forsyth (en)) (saison 1, épisode 6)
- 2021 : FBI : Michelle Gerbier (Nicole Ansari-Cox) (saison 4, épisode 5)
- depuis 2021 : Leverage: Redemption : Sophie Devereaux (Gina Bellman)
- 2022 : Workin' Moms : Cassandra (Kate Greenhouse) (saison 6)
- 2022-2024 : Une famille vraiment Loud : Lincoln Loud (Wolfgang Schaeffer (de)) (38 épisodes) et Lincoln Loud, jeune (Justin Caruso Allan) (saison 1, épisode 9)
- 2023 : A Body That Works (en) : Sigal [Qui ?]
- 2023 : How I Met Your Father : Missay Moritz (Kyle Richards)

#### Séries d’animation
(mars 2023).
- 1998-2000 : Jay Jay le petit avion : Jay Jay
- 1999-2001 : Hunter × Hunter : Gon
- 2001-2002 : Shaman King : Anna
- 2001-2003 : Time Squad : Otto
- 2001-2007 : Billy et Mandy, aventuriers de l'au-delà : Puddin et Nergal Jr.
- 2003-2004 : Le Secret de Sabrina : Maritza, Cassandra
- 2003-2006 : Kid Paddle : Kid, Max (2e voix) et la prof de gym de Kid (création de voix)
- 2003-2006 : Pororo le petit pingouin : Pororo
- 2004-2008 : Atomic Betty : Betty
- 2004-2009 : Foster, la maison des amis imaginaires : Mac
- 2005-2007 : Juniper Lee : Ray-Ray
- 2006 : L'Apprenti Père Noël : Tim-Tim et Gaspard (création de voix)
- 2006 : Lola & Virginia : Poppy, la maîtresse, la maman de Lola, la maman de Virginia, voix additionnelles
- 2006-2007 : Lucas la Cata : Lucas la Cata (saison 1 seulement)
- 2006-2007 : Les Supers Nanas Zeta : Ken
- 2006-2009 : Kilari : Kasumi Kumoi
- 2006-2011 : Galactik Football : Mei, Maya, la mère de Tia et Lun-Zia
- 2007 : Franky Snow : Loulou et voix additionnelles (création de voix)
- 2007-2011 : Ni Hao, Kai-Lan : Rintoo
- 2007-2015 / 2025 : Phinéas et Ferb : Baljeet et voix additionnelles
- 2008 : Inami : Inami
- 2009 : K-ON! : Jun Suzuki
- 2009-2010 : Fullmetal Alchemist: Brotherhood : Sheska, Selim Bradley
- 2010 : Samson et Néon : Samson (création de voix)
- 2010-2022 : Angelo la Débrouille : Iris (la mère) (création de voix)
- 2010 / depuis 2012 : Les Simpson : Bart Simpson[8],[9] (saison 21, derniers épisodes et 2e voix depuis la saison 23), Jimbo Jones (2e voix, depuis la saison 23)
- 2011-2017 : Blue Exorcist : Moriyama Shiemi et Shura Kirigakure
- 2012 : Tony et Alberto : Fadièse
- 2012 / 2020 : Les Mystérieuses Cités d'or (saisons 2 et 4) : Prince Zhu et Temba (création de voix)
- 2013-2014 : Kill la Kill : Nonon Jakuzure
- 2013-2023 : L'Attaque des Titans : Mikasa Ackerman
- depuis 2013 : PAW Patrol : La Pat' Patrouille : Rocky, Yumi la fermière et Mme Marjorie
- 2014 / 2024 : Black Butler : Ciel Phantomhive (2e voix)
- .hack//Legend of the Twilight : Hotaru
- Ailes Grises : Hikati
- Allô la Terre, ici les Martin : Betty
- Archer : Dr Sklodowska (saison 6, les 2 derniers  épisodes)
- Angels, l'alliance des anges : Cabria
- Beelzebub : Chiaki, Honoka, la sœur de Furichi et Le chat (épisode 10)
- BNA: Brand New Animal : Jackie et un flamand rose (épisode 5)
- Chi mon chaton (adaptation animée) : Terry (chaton et frère de Chi)
- Freefonix : Lady Lux
- Fruits Basket : Momiji Sôma
- Fullmetal Alchemist : Clausé (épisode 4)
- GetBackers : Natsumi Mizuki, Sakura Kakei
- Itsudatte my Santa : Mai
- Jelly Jamm : Goomo
- Kid Clones : SOS
- Koro Sensei Quest : Nagisa Shiota
- La Légende des super-héros : Phantom Girl
- Le Frigo : Clémence, la pomme
- Le Petit Prince : Onyx (La Planète de Jade)
- Le Secret du sable bleu : Sabri, George enfant
- Log Horizon : Minori
- Mai Hime : Shizuru Fujino
- Max et Lili : Max (épisode pilote)
- Midori Days : Haruka Kasugano
- Mon ami Grompf : Luna / voix additionnelles
- Monstres en série : Arlène Plunkett
- Nadja : Kennosuke Tsurugi, Sylvie Alte
- Noir : Mireille Bouquet
- One Piece : Baby 5 (1re voix - épisodes 608 à 679)
- Rosie : Olive (2e voix) et Mme Calendula
- Sailor Moon : Ether / Sailor Star Maker[10]
- Saiyuki - Chronique de l'Extrême Voyage : Phan
- School Rumble : Akira Takano (1re voix - saison 1, OAV 1 et 2 - saison 2 : épisodes 1 à 13)
- Seven Deadly Sins : Guila, Grayroad (voix de femme)
- Slayers : Elis
- Soul Eater : Patty Thompson
- Sword Art Online II : Lizbeth
- Talking Tom and Friends : Ginger, La baby-sitter et Flo
- Tara Duncan : Sandra et Isabella
- The Galaxy Railways : Louise Ford Drake
- The Secret Show : Anita
- Tokyo Ghoul : Lize Kamishiro, Ken Kaneki (jeune), Akira Mado (saisons 1 et 2)
- Tokyo Underground : Ciel Messiah
- Tracteur Tom : Tom
- Ultramarine Magmell : Emilia
- Victory Kickoff : Erika Takatou
- X : Hokuto Sumeragi
- depuis 2016 : Bienvenue chez les Loud : Lincoln Loud
- 2017-2021 : Black Clover : Luck Voltia, Nash
- 2018 : South Park : Bart Simpson (saison 22, épisode 3)
- 2018-2021 : Baki : Kozue Matsumoto
- 2019 : La Ligue des justiciers : Nouvelle Génération : Dr Helga Jace et Alanna (2e voix - saison 3, épisode 1)
- 2019-2021 : The Promised Neverland : Ray
- 2019-2021 : Snoopy dans l'espace : Franklin
- 2020 : Jujutsu Kaisen : Sasaki (saison 1, épisodes 1 et 2)
- 2021-2022 : Shaman King : Anna
- 2021-2022 : Komi cherche ses mots : Netsuno Chika
- depuis 2021 : Le Snoopy Show : Franklin
- depuis 2021 : Les Razmoket : Lucille Carmichael et Gabi
- 2022 : Anna et ses amis : René
- 2022 : Les enquêtes sauvages : voix additionnelles
- 2023 : Valkyrie Apocalypse : Castor
- 2023 : The Reincarnation of the Strongest Exorcist in Another World : Gray enfant
- 2023 : Digman! (en) : voix additionnelles
- 2023 : Oshi no ko : voix additionnelles
- 2023 : Frieren : Aura, herboriste et voix additionnelles
- 2024 : Pirate Academy : Andrew
- 2024 : Sand Land : Beelzebub
- 2024 : Magilumiere Co. Ltd. : Akane Makino
- 2024 : Le Camp de vacances de Snoopy : Franklin

### Jeux vidéo
- 2003 : Star Wars: Knights of the Old Republic : Zaerdra
- 2006 : Ape Escape 3 : Sayaka
- 2006 : Avatar, le dernier maître de l'air : Lian
- 2006 : Desperate Housewives, le jeu : Julie Mayer, Jackie Marlen
- 2008 : Fable II : le garçon qui frappe Rose
- 2010 : Toy Story 3 : Trixie
- 2011 : Duke Nukem Forever : voix additionnelles[n 2]
- 2012 : Epic Mickey : Le Retour des héros : voix additionnelles[n 2]
- 2012 : Diablo III : l'Enchanteresse
- 2012 : Blade and Soul : Jinsoyun
- 2013 : Total War: Rome II : Conseillère de campagne
- 2015 : League of Legends : Kindred (Agneau)
- 2015 : Assassin's Creed Syndicate : Evie Frye[n 2]
- 2015 : Final Fantasy XV : voix additionnelles[n 2]
- 2016 : Homefront: The Revolution : voix additionnelles
- 2016 : Sherlock Holmes : The Devil's Daughter : Miss Alice De'Bouvier[n 2]
- 2017 : Mass Effect: Andromeda : voix additionnelles
- 2018 : Lego DC Super-Vilains : voix additionnelles[n 2]
- 2018 : Yo-kai Watch Blasters : Usapyon
- 2018 : Yo-kai Watch 3 : Usapyon
- 2023 : PAW Patrol World - La Pat' Patrouille : Rocky, Yumi la fermière et Mme Marjorie
- 2024: Star Wars Outlaws : ?

### Direction artistique

#### Films
- 2022[n 3] : Border Line
- 2023 : Head Count
- 2023 : Shock (de)
- 2024 : CTRL (en)
- 2025 : Baby Bluff (en)
- 2025 : My Oxford Year

#### Séries d'animation
- 2023 : Ranking of Kings : Le Trésor du courage
- 2023 : Le Refuge d'Audrey (avec Brigitte Lecordier)
- 2024 : Gros Lézard